# Hugo-Kükelhaus-Berufskolleg
Das Hugo-Kükelhaus-Berufskolleg war ein Berufskolleg der Stadt Essen, das zum 31. Juli 2024 als Einheit aufgelöst wurde. Die Bildungsgänge wurden auf zwei andere Schulen im Stadtgebiet aufgeteilt.

## Geschichte
Früher war das Kolleg eine gewerbliche Mädchenberufsschule. Im Oktober 1944 wurde der Unterricht vorerst beendet. Das Kollegium wurde zum Beispiel in Schulgärten, durch die Stadtverwaltung und das Arbeitsamt beschäftigt. Im Juni 1946 wurde der Unterricht mit insgesamt 1068 Schülern wiederaufgenommen.
Im März 1966 zog das Berufskolleg in ein neues Schulgebäude an der Gärtnerstraße in Essen um.

## Fachrichtungen und Abschlüsse
Die beruflichen Fachrichtungen sind Gestaltungstechnik, Textil- und Bekleidungstechnik, Biotechnik mit dem Schwerpunkt Friseur/Kosmetik, Gesundheit mit dem Schwerpunkt Ernährung- und Versorgungsmanagement. In den Fachrichtungen Gestaltungstechnik und Bekleidungstechnik erwerben die Schüler eine Doppelqualifikation mit dem Berufsabschluss und der Fachhochschulreife oder der Allgemeinen Hochschulreife im Beruflichen Gymnasium. Die Fachrichtung Gestaltungstechnik bietet die Schwerpunkte Grafik- und Objektdesign und Medien/Kommunikation an.
Wie alle Berufskollegs bietet das Hugo-Kükelhaus-Berufskolleg den Schülern die Möglichkeit alle Schulabschlüsse des Landes NRW zu erwerben. Das System ist durchlässig, das heißt, nach einem erworbenen Abschluss kann man weitermachen und den nächsthöheren erwerben. Auch Schüler, die sich neu orientieren wollen, haben hier eine gute Chance auf den schulischen Aufstieg, ebenso wie diejenigen, die eine Schullaufbahn abgebrochen haben.
Auch nach der Berufsausbildung kann man hier weiterlernen, um mit der Fachhochschulreife oder der Allgemeinen Hochschulreife zu studieren. Die Absolventen des Berufskollegs sind bei dem anschließenden Studium nicht mehr an die Fachrichtung gebunden, mit der sie ihre Zugangsberechtigung erworben haben.

## Auflösung 2024
Die Stadt Essen hat beschlossen, das Hugo-Kükelhaus-Berufskolleg zum 31. Juli 2024 aufzulösen. Die Bildungsgänge der Berufsfelder Hauswirtschaft und Versorgungsmanagement, Körperpflege (Friseur/Kosmetik) und Gesundheitswesen ziehen in das Berufskolleg im Bildungspark, die der Berufsfelder Gestaltung und Textiltechnik in das Berufskolleg Ost.